# Pompilio Pozzetti
Pompilio Pozzetti (Mirandola, 16 gennaio 1760 – Bologna, 17 aprile 1815) è stato un letterato italiano.

## Biografia
Figlio del gentiluomo mirandolese Francesco Pozzetti e della mantovana Elisabetta Micheli, dopo i primi studi compiuti con don Giulio Bulgarelli e alcuni frati del collegio dei gesuiti di Mirandola, all'età di 15 anni iniziò il noviziato presso le Scuole pie dei padri scolopi: il 17 settembre 1775 ricevette l'abito dal provinciale Everardo Audrich, iniziando poi il tirocinio presso il collegio della pieve di Cento, dove ebbe come professori Luigi Medici e Pietro Mansanti. Pronunciò i voti solenni il 29 settembre 1776.
Nel novembre 1777 iniziò a studiare filosofia e matematica a Firenze e, visti gli ottimi risultati nelle lettere, il 9 novembre 1778 venne inviato a Cortona come pubblico maestro di umanità. Completati gli studi teologici, il 30 novembre 1781 si trasferì a Volterra, dove fu pubblico precettore di retorica e il 21 dicembre 1782 fu ordinato sacerdote. Dall'ottobre 1783 insegnò lettere ai seminaristi di Cortona. Il 26 ottobre 1784 si recò a Firenze, dove criticò le riforme ecclesiastiche del granduca Leopoldo I di Toscana, che lo scacciò il 17 ottobre 1788 esiliandolo a Cortona; tuttavia, ritenuto innocente, poté ritornare nella capitale toscana, rimanendovi dal 5 marzo al 18 novembre 1789. Successivamente divenne direttore del collegio di Correggio, su incarico di Ercole III d'Este.
Alla fine del 1792 Giuseppe Beccaria lo chiamò a Roma presso la sede dell'ordine degli scolopi, ma appena intrapreso il viaggio venne fermato dal duca di Modena che lo riconfermò alla direzione del collegio di Correggio. Il 20 aprile 1793 fu nominato professore onorario dell'Università di Modena e il 9 luglio successivo quale bibliotecario d'ateneo, prendendo quindi il posto di direttore della Biblioteca Estense il 6 giugno 1794, dopo la morte di Girolamo Tiraboschi. Il 20 novembre 1794 ottenne la cattedra di storia.
Durante la dominazione napoleonica, gli venne riconfermato l'incarico di direttore della Biblioteca Estense, non essendosi schierato a favore né del duca né dei giacobini., contribuendo peraltro alle riforme scolastiche. A seguito dell'editto di Compiègne del 25 aprile 1810, fu costretto a togliersi l'abito religioso.
Nel 1803 rifiutò la cattedra di storia romana presso l'Università di Vilnius offerta dallo zar Alessandro I di Russia, il quale lo nominò ugualmente professore onorario il 15 febbraio 1804.
Il 27 settembre 1806 divenne probibliotecario della biblioteca universitaria di Bologna, diventandone direttore il 5 gennaio 1807 e ottenendo la cattedra di storia e diplomatica fino al 15 novembre 1808 (dopo la reistituzione dell'insegnamento il 28 aprile 1814, Pozzetti ne fu nominato professore); nel 1811 fu insignito del titolo di professore emerito, venendo nominato storiografo ufficiale dell'Università di Bologna.
Fu segretario della società italiana delle scienze.
Nel marzo 1815 subì l'amputazione di un piede, morendo d'infezione il 17 aprile successivo.
Alla memoria di Pompilio Pozzetti sono dedicate strade a Mirandola e Modena.

## Opere
Scisse molte biografie ed elogi di celebri personaggi, fra cui Ireneo Affò, Leon Battista Alberti, Francesco Guicciardini, Lodovico Scapinelli, Lorenzo Magalotti, Giuseppe Parini, Lazzaro Spallanzani, Girolamo Tiraboschi e Pietro Verri. Scrisse uno studio su Dante Alighieri e il saggio di biblioteconomia materiale Pensieri sopra un particolare insetto nocivo ai libri ed alle carte (1808).
Tra il 1796 e il 1805 scrisse le 22 Lettere mirandolesi scritte al conte Ottavio Greco, pubblicate poi dal giornale fiorentino L'ape, in cui ricostruì la storia del Ducato della Mirandola.